# Erle Stanley Gardner
Pour les articles homonymes, voir Stanley et Gardner.
Œuvres principales
Perry Mason
Erle Stanley Gardner (Malden, Massachusetts, 17 juillet 1889 - Temecula, Californie, 11 mars 1970) est un écrivain américain de romans policiers. Lui-même ancien avocat, il est le créateur du personnage de Perry Mason, l'avocat détective, interprété à la télévision par Raymond Burr puis par Matthew Rhys. Il publie également, sous le pseudonyme de A. A. Fair, les aventures de Donald Lam et Bertha Cool et plusieurs autres romans sous divers pseudonymes : Kyle Corning, Charles M. Green, Carleton Kendrake, Charles J. Kenny, Robert Parr et Les Tillray.

## Biographie
Il est en partie privé d'une éducation de base solide, puisqu'il passe une bonne partie de sa jeunesse en constants déplacements avec son père, un ingénieur de chantiers miniers.
Pendant qu'il poursuit des études universitaires en Droit, il est embauché par un cabinet d'avocats à Oxnard (Californie), où il doit dactylographier les minutes des procès et les contrats juridiques. Admis au barreau californien en 1911, il plaide pendant de nombreuses années, pour le compte du cabinet d'Oxnard, des causes se rapportant à la défense des droits de minorités ethniques. Ces Mexicains et ces Chinois, gens désargentés, peuvent rarement le payer à sa juste valeur. C'est donc pour bonifier son salaire que Gardner entreprend d'écrire, sous divers pseudonymes, plusieurs centaines de nouvelles policières, d'aventures et westerns, destinés aux pulps américains, dont le réputé Black Mask.
La série des Perry Mason s'amorce en 1933 par la publication de Sur la corde raide (titre original: The Case of the Velvet Claws) et compte pas moins de 82 romans et 3 recueils de nouvelles.
En parallèle avec les Perry Mason, l'écrivain produit une série avec le District Attorney (D.A.) Doug Selby qui apparaît dans neuf romans avant d'être abandonné par Gardner.
À la fin des années 1930, pour concurrencer la série du détective amateur Nero Wolfe, inventé par Rex Stout, alors en plein essor, Gardner se laisse convaincre par son éditeur d'entreprendre, sous le pseudonyme d'A. A. Fair, les enquêtes de Bertha Cool, grosse dame fort laide, mais supérieurement intelligente, qui possède sa propre agence de détective privé avec son acolyte Donald Lam. La série Cool/Lam devient un succès qui, sans atteindre la notoriété des Perry Mason, permet à Gardner de se consacrer uniquement à l'écriture.
Jusqu'en 1970, il alimente presque chaque année les séries Perry Mason et Cool/Lam, totalisant en fin de carrière la publication de quelque 130 romans.
En 1962, un an après Ellery Queen, l'association des Mystery Writers of America lui décerne l'Edgar du Grand Maître (Grand Master Award) pour couronner l'ensemble de son œuvre.

## Œuvre

### Romans

#### SériePerry Mason
1. The Case of the Velvet Claws (1933) Publié en français sous le titre Perry Mason et les griffes de velours, Paris, Gallimard, coll. « Détective » no 48, 1935 Publié en français dans une autre traduction sous le titre Perry Mason sur la corde raide, Paris, Gallimard, coll. « Série blême » no 22, 1951 ; réédition sous le titre Sur la corde raide, Paris, J'ai lu, coll. « Policier » no 1502, 1983 ; réédition sous le titre Perry Mason sur la corde raide dans Erle Stanley Gardner 1, Paris, Librairie des Champs-Élysées, coll. « Les Intégrales du Masque », 1998 ; réédition, Librairie des Champs-Élysées, coll. « Pulp serie » no 13, 1999 Publié en français sous le titre L'Avocat accusé, Paris, Presses de la Cité, coll. « Un mystère » no 738, 1965
2. The Case of the Sulky Girl (1933) Publié en français sous le titre Perry Mason et la jeune fille boudeuse, Paris, Gallimard, coll. « Scarabée d'or » no 2, 1936 ; réédition sous le titre La Jeune Fille boudeuse, Paris, Gallimard, coll. « Série blême » no 18, 1951 ; réédition, Paris, J'ai lu, coll. « Policier » no 1459, 1983 Publié en français dans une autre traduction sous le titre La Blonde boudeuse, Paris, Presses de la Cité, coll. « Un mystère » no 705, 1964 ; réédition dans Erle Stanley Gardner 1, Paris, Librairie des Champs-Élysées, coll. « Les Intégrales du Masque », 1998
3. The Case of the Lucky Legs (1934) Publié en français sous le titre Jambes d'or, Paris, Arthaud, coll. « L'Aigle noir » no 6, 1949 Publié en français dans une autre traduction sous le titre Jeu de jambes, Paris, Presses de la Cité, coll. « Un mystère » no 260, 1956 ; réédition dans Perry Mason, Paris, Omnibus, 1998
4. The Case of the Howling Dog (1934) Publié en français sous le titre L'Avocat du diable, Paris, Gallimard, coll. « Série blême » no 20, 1951 ; réédition, Paris, J'ai lu, coll. « Policier » no 2073, 1986 ; réédition dans Erle Stanley Gardner 1, Paris, Librairie des Champs-Élysées, coll. « Les Intégrales du masque », 1998 Publié en français dans une autre traduction sous le titre Coups de crocs, Paris, Presses de la Cité, coll. « Un mystère » no 680, 1963 ; réédition, Paris, Presses de la Cité, coll. « Classiques du roman policier » no 35, 1983
5. The Case of the Curious Bride (1935) Publié en français sous le titre L'Étrange Épouse, Paris, Arthaud, coll. « L'Aigle noir » no 2, 1948 Publié en français sous le titre L'Épouse épouvantée, Paris, Presses de la Cité, coll. « Un mystère » no 263, 1956 ; réédition, Paris, Presses de la Cité, coll. « Les Chefs-d'œuvre du roman policier », 1972 ; réédition dans Erle Stanley Gardner 1, Paris, Librairie des Champs-Élysées, coll. « Les Intégrales du Masque », 1998 ; réédition de la même traduction sous le titre L'Épouse trop curieuse, Paris, J'ai lu no 1919, 1986
6. The Case of the Counterfeit Eye (1935) Publié en français sous le titre L'Homme à l'œil de verre, Paris, Arthaud, coll. « L'Aigle noir » no 1, 1948 Publié en français dans une autre traduction sous le titre Le Borgne bizarre, Paris, Presses de la Cité, coll. « Un mystère » no 272, 1956 ; réédition de la même traduction sous le titre L'Œil de verre, Paris, J'ai lu, coll. « Policier » no 1574, 1983
7. The Case of the Caretaker's Cat (1935) Publié en français sous le titre Perry Mason et le mystère du chat, Paris, Gallimard, coll. « Scarabée d'or » no 21, 1938 ; réédition sous le titre Le Mystère du Chat, Paris, Gallimard, coll. « Série blême » no 17, 1951 Publié en français dans une autre traduction sous le titre Un chat pour client, Paris, Presses de la Cité, coll. « Un mystère » no 717, 1964
8. The Case of the Sleepwalker's Niece (1936) Publié en français sous le titre Perry Mason et la nièce du somnambule, Paris, Gallimard, coll. « Scarabée d'or » no 17, 1938 Publié en français dans une autre traduction sous le titre La Nièce du somnambule, Paris, Presses de la Cité, coll. « Un mystère » no 6, 1949 ; réédition, Paris, Presses de la Cité, coll. « Un mystère », 2e série, no 61, 1967 ; réédition, Paris, J'ai lu, coll. « Policier » no 1546, 1983 ; réédition dans Erle Stanley Gardner 1, Paris, Librairie des Champs-Élysées, coll. « Les Intégrales du Masque », 1998
9. The Case of the Stuttering Bishop (1936) Publié en français sous le titre Perry Mason et l'évêque bègue, Paris, Gallimard, coll. « Scarabée d'or » no 24, 1939 Publié en français sous le titre L'Évêque bègue, Paris, Presses de la Cité, coll. « Un mystère » no 9, 1949 ; réédition, Paris, Presses-Pocket no 1326, 1976 ; réédition, Paris, J'ai lu, coll. « Policier » no 2571, 1989 ; réédition dans Erle Stanley Gardner 1, Paris, Librairie des Champs-Élysées, coll. « Les Intégrales du Masque », 1998
10. The Case of the Dangerous Dowager (1937) Publié en français sous le titre La Dangereuse Douairière, Paris, Arthaud, coll. « L'Aigle noir » no 3, 1948 Publié en français dans une autre traduction sous le titre La Veuve vigilante, Paris, Presses de la Cité, coll. « Un mystère » no 270, 1956
11. The Case of the Lame Canary (1937) Publié en français sous le titre Perry Mason et le canari boiteux, Paris, Gallimard, coll. « Scarabée d'or » no 29, 1940 Publié en français dans une autre traduction sous le titre Le Canari boiteux, Paris, Presses de la Cité, coll. « Un mystère » no 8, 1949 ; réédition, Paris, J'ai lu, coll. « Policier » no 1632, 1984
12. The Case of the Substitute Face (1938) Publié en français sous le titre Visages de rechange, Paris, Presses de la Cité, coll. « Un mystère » no 1, 1949
13. The Case of the Shoplifter's Shoe (1938) Publié en français sous le titre L'Escarpin de la souris, Paris, Presses de la Cité, coll. « Un mystère » no 35, 1950
14. The Case of the Perjured Parrot (1939) Publié en français sous le titre Le Perroquet faux témoin, Paris, Presses de la Cité, coll. « Un mystère » no 17, 1950 ; réédition, Paris, J'ai lu, coll. « Policier » no 2608, 1989
15. The Case of the Rolling Bones (1939) Publié en français sous le titre Crime en deux temps, Paris, Presses de la Cité, coll. « Un mystère » no 12, 1950
16. The Case of the Baited Hook (1940) Publié en français sous le titre La Femme au masque, Paris, Presses de la Cité, coll. « Un mystère » no 7, 1949 ; réédition, Paris, Ditis, coll. « La Chouette » no 158, 1960 ; réédition, Paris, Librairie des Champs-Élysées, coll. « Le Masque » no 1797, 1985
17. The Case of the Silent Partner (1940) Publié en français sous le titre L'Adversaire associé, Paris, Presses de la Cité, coll. « Un mystère » no 153, 1953
18. The Case of the Haunted Husband (1941) Publié en français sous le titre Le Mari fantôme, Paris, Presses de la Cité, coll. « Un mystère » no 16, 1950
19. The Case of the Empty Tin (1941) Inédit en français
20. The Case of the Drowning Duck (1942) Publié en français sous le titre Le Canard qui se noie, Paris, Presses de la Cité, coll. « Un mystère » no 191, 1954 ; réédition, Paris, Presses de la Cité, coll. « Télé-Mystère » no 8, 1967
21. The Case of the Careless Kitten (1942) Publié en français sous le titre La Langue au chat, Paris, Presses de la Cité, coll. « Un mystère » no 90, 1952
22. The Case of the Buried Clock (1943) Publié en français sous le titre La Pendule enterrée, Paris, Presses de la Cité, coll. « Un mystère » no 124, 1953 . réédition sous le titre Le Réveil de Perry Mason, Paris, Librairie des Champs-Élysées, coll. « Pulp série »,no 2 1998
23. The Case of the Drowsy Mosquito (1943) Publié en français sous le titre Le Moustique flemmard, Paris, Presses de la Cité, coll. « Un mystère » no 81, 1952
24. The Case of the Crooked Candle (1944) Publié en français sous le titre La Bougie bancale, Paris, Presses de la Cité, coll. « Un mystère » no 386, 1958
25. The Case of the Black-Eyed Blonde (1944) Publié en français sous le titre La Blonde au coquard, Paris, Presses de la Cité, coll. « Un mystère » no 32, 1950 ; réédition sous le titre Une blonde pour Perry Mason, Paris, Librairie des Champs-Élysées, coll. « Pulp série » no 5, 1998
26. The Case of the Golddigger's Purse (1945) Publié en français sous le titre Poisson en péril, Paris, Presses de la Cité, coll. « Un mystère » no 199, 1955
27. The Case of the Half-Wakened Wife (1945) Publié en français sous le titre L'Épouse mal réveillée, Paris, Presses de la Cité, coll. « Un mystère » no 105, 1952 ; réédition dans Objection, votre Honneur, Paris, Omnibus, 1998
28. The Case of the Borrowed Brunette (1946) Publié en français sous le titre La Brunette bouclée, Paris, Presses de la Cité, coll. « Un mystère » no 49, 1951
29. The Case of the Fan Dancer's Horse (1947) Publié en français sous le titre La Danseuse et le Cheval, Paris, Presses de la Cité, coll. « Un mystère » no 47, 1951 ; réédition sous le titre La Danseuse à l'éventail, Paris, J'ai lu, coll. « Policier » no 1688, 1984
30. The Case of the Lazy Lover (1947) Publié en français sous le titre L'Amant paresseux, Paris, Presses de la Cité, coll. « Un mystère » no 45, 1951
31. The Case of the Lonely Heiress (1948) Publié en français sous le titre Cœurs à vendre, Paris, Presses de la Cité, coll. « Un mystère » no 67, 1951 ; réédition dans Perry Mason, Paris, Omnibus, 1998
32. The Case of the Vagabond Virgin (1948) Publié en français sous le titre La Vierge vagabonde, Paris, Presses de la Cité, coll. « Un mystère » no 39, 1950 ; réédition, ; réédition, Paris, J'ai lu, coll. « Policier » no 1780, 1985
33. The Case of the Dubious Bridegroom (1949) Publié en français sous le titre Le Bigame innocent, Paris, Presses de la Cité, coll. « Un mystère » no 40, 1950
34. The Case of the Cautious Coquette (1949) Publié en français sous le titre La Prudente Pin-Up, Paris, Presses de la Cité, coll. « Un mystère » no 53, 1951 ; réédition, Paris, J'ai lu, coll. « Policier » no 2222, 1987 ; réédition dans Perry Mason, Paris, Omnibus, 1998
35. The Case of the Negligent Nymph (1950) Publié en français sous le titre La Nymphe négligente, Paris, Presses de la Cité, coll. « Un mystère » no 206, 1955 ; réédition, Paris, J'ai lu, coll. « Policier » no 1847, 1985 ; réédition dans Perry Mason, Paris, Omnibus, 1998
36. The Case of the One-Eyed Witness (1950) Publié en français sous le titre Chantage à l'œil, Paris, Presses de la Cité, coll. « Un mystère » no 60, 1951
37. The Case of the Fiery Fingers (1951) Publié en français sous le titre Les Doigts de flamme, Paris, Presses de la Cité, coll. « Un mystère » no 99, 1952 ; réédition, Paris, J'ai lu, coll. « Policier » no 2431, 1988
38. The Case of the Angry Mourner (1951) Publié en français sous le titre L'Amoureux agressif, Paris, Presses de la Cité, coll. « Un mystère » no 113, 1953 ; réédition Paris, Presses-Pocket no 1023, 1973
39. The Case of the Moth-Eaten Mink (1952) Publié en français sous le titre Le Vison mité, Paris, Presses de la Cité, coll. « Un mystère » no 168, 1954 ; réédition, Paris, J'ai lu, coll. « Policier » no 2338, 1988
40. The Case of the Grinning Gorilla (1952) Publié en français sous le titre Gare au gorille, Paris, Presses de la Cité, coll. « Un mystère » no 140, 1953 ; réédition dans Perry Mason, Paris, Omnibus, 1998
41. The Case of the Hesitant Hostess (1953) Publié en français sous le titre L'Hôtesse hésitante, Paris, Presses de la Cité, coll. « Un mystère » no 148, 1953 ; réédition dans Perry Mason, Paris, Omnibus, 1998
42. The Case of the Green-Eyed Sister (1953) Publié en français sous le titre La Vamp aux yeux verts, Paris, Presses de la Cité, coll. « Un mystère » no 257, 1956 ; réédition dans Perry Mason, Paris, Omnibus, 1998
43. The Case of the Fugitive Nurse (1954) Publié en français sous le titre La Femme futée, Paris, Presses de la Cité, coll. « Un mystère » no 225, 1955
44. The Case of the Runaway Corpse (1954) Publié en français sous le titre Le Cadavre cavaleur, Paris, Presses de la Cité, coll. « Un mystère » no 214, 1955 ; réédition dans Objection, votre Honneur, Paris, Omnibus, 1998
45. The Case of the Restless Redhead (1954) Publié en français sous le titre La rousse se remue, Paris, Presses de la Cité, coll. « Un mystère » no 221, 1955
46. The Case of the Sun Bather's Diary (1955) Publié en français sous le titre La Nudiste navrée, Paris, Presses de la Cité, coll. « Un mystère » no 247, 1955
47. The Case of the Glamorous Ghost (1955) Publié en français sous le titre Le fantôme a du sex-appeal, Paris, Presses de la Cité, coll. « Un mystère » no 251, 1956
48. The Case of the Nervous Accomplice (1955) Publié en français sous le titre La Séduisante Spéculatrice, Paris, Presses de la Cité, coll. « Un mystère » no 353, 1957
49. The Case of the Terrified Typist (1956) Publié en français sous le titre La Dactylo dégourdie, Paris, Presses de la Cité, coll. « Un mystère » no 309, 1956
50. The Case of the Gilded Lily (1956) Publié en français sous le titre L'Entôleuse émotive, Paris, Presses de la Cité, coll. « Un mystère » no 340, 1957
51. The Case of the Demure Defendant (1956) Publié en français sous le titre L'Accusée accomplie, Paris, Presses de la Cité, coll. « Un mystère » no 316, 1957
52. The Case of the Screaming Woman (1957) Publié en français sous le titre Le Mari menteur, Paris, Presses de la Cité, coll. « Un mystère » no 381, 1958
53. The Case of the Lucky Loser (1957) Publié en français sous le titre Le Chauffard chanceux, Paris, Presses de la Cité, coll. « Un mystère » no 359, 1957
54. The Case of the Daring Decoy (1957) Publié en français sous le titre Un fieffé filou, Paris, Presses de la Cité, coll. « Un mystère » no 413, 1958
55. The Case of the Foot-Loose Doll (1958) Publié en français sous le titre Pic et pic et drôle de drame, Paris, Presses de la Cité, coll. « Un mystère » no 470, 1959
56. The Case of the Long-Legged Models (1958) Publié en français sous le titre Trois poupées perfides, Paris, Presses de la Cité, coll. « Un mystère » no 448, 1958
57. The Case of the Calendar Girl (1958) Publié en français sous le titre Le Modèle meurtri, Paris, Presses de la Cité, coll. « Un mystère » no 502, 1959
58. The Case of the Singing Skirt (1959) Publié en français sous le titre Carrousel de calibres, Paris, Presses de la Cité, coll. « Un mystère » no 520, 1960
59. The Case of the Mythical Monkeys (1959) Publié en français sous le titre Les Singes subtils, Paris, Presses de la Cité, coll. « Un mystère » no 512, 1960
60. The Case of the Deadly Toy (1959) Publié en français sous le titre L'Horrible Hypothèse, Paris, Presses de la Cité, coll. « Un mystère » no 496, 1959
61. The Case of the Waylaid Wolf (1960) Publié en français sous le titre Satyre au sang, Paris, Presses de la Cité, coll. « Un mystère » no 543, 1960
62. The Case of the Duplicate Daughter (1960) Publié en français sous le titre Piège pour Perry, Paris, Presses de la Cité, coll. « Un mystère » no 549, 1960
63. The Case of the Shapely Shadow (1960) Publié en français sous le titre La Silhouette sexy, Paris, Presses de la Cité, coll. « Un mystère » no 566, 1960
64. The Case of the Spurious Spinster (1961) Publié en français sous le titre Sombre Samedi, Paris, Presses de la Cité, coll. « Un mystère » no 585, 1961
65. The Case of the Bigamous Spouse (1961) Publié en français sous le titre Chantage couplé, Paris, Presses de la Cité, coll. « Un mystère » no 599, 1962
66. The Case of the Reluctant Model (1962) Publié en français sous le titre Le Faux Frey, Paris, Presses de la Cité, coll. « Un mystère » no 627, 1962
67. The Case of the Blonde Bonanza (1962) Publié en français sous le titre Curieux Contrat, Paris, Presses de la Cité, coll. « Un mystère » no 669, 1963
68. The Case of the Ice-Cold Hands (1962) Publié en français sous le titre Au grand galop, Paris, Presses de la Cité, coll. « Un mystère » no 684, 1963
69. The Case of the Amorous Aunt (1963) Publié en français sous le titre Menace de mariage, Paris, Presses de la Cité, coll. « Un mystère » no 699, 1964
70. The Case of the Step-Daughter's Secret (1963) Publié en français sous le titre Au mauvais moment, Paris, Presses de la Cité, coll. « Un mystère » no 696, 1964
71. The Case of the Mischievous Doll (1963) Publié en français sous le titre Le Sosie suspect, Paris, Presses de la Cité, coll. « Un mystère » no 694, 1963
72. The Case of the Phantom Fortune (1964) Publié en français sous le titre La Fortune fantôme, Paris, Presses de la Cité, coll. « Un mystère » no 720, 1965
73. The Case of the Horrified Heirs (1964) Publié en français sous le titre Les Héritiers horrifiés, Paris, Presses de la Cité, coll. « Un mystère » no 730, 1965
74. The Case of the Daring Divorcee (1964) Publié en français sous le titre Divorce à la diable, Paris, Presses de la Cité, coll. « Un mystère » no 714, 1964
75. The Case of the Troubled Trustee (1965) Publié en français sous le titre Le Troisième Trou, Paris, Presses de la Cité, coll. « Un mystère » no 746, 1965 ; réédition dans Objection, votre Honneur, Paris, Omnibus, 1998
76. The Case of the Beautiful Beggar (1965) Publié en français sous le titre L'Inquiétante Ingénue, Paris, Presses de la Cité, coll. « Un mystère » no 762, 1965
77. The Case of the Worried Waitress (1966) Publié en français sous le titre La Serveuse soucieuse, Paris, Presses de la Cité, coll. « Un mystère », 2e série, no 49, 1967
78. The Case of the Queenly Contestant (1967) Publié en français sous le titre La Reine Mère, Paris, Presses de la Cité, coll. « Un mystère », 2e série no 64, 1967
79. The Case of the Careless Cupid (1968) Publié en français sous le titre Le Cupidon cupide, Paris, Presses de la Cité, coll. « Un mystère », 3e série, no 6, s.d.
80. The Case of the Fabulous Fake (1969) Publié en français sous le titre Meurtre en 3 D, Paris, Presses de la Cité, coll. « Un mystère », 3e série no 50, 1970
81. The Case of the Fenced-In Woman (1972), roman posthume Publié en français sous le titre Le Bain de barbelés, Paris, Presses de la Cité, coll. « Punch » no 8, 1973
82. The Case of the Postponed Murder (1973), roman posthume Inédit en français

#### SérieD.A. Doug Selby
1. The D.A. Calls it Murder (1937) Publié en français sous le titre Échec au meurtre, Paris, Presses de la Cité, coll. « Un mystère » no 19, 1950
2. The D.A. Holds a Candle (1938) Publié en français sous le titre Poker Party, Paris, Presses de la Cité, coll. « Un mystère » no 162, 1954
3. The D.A. Draws a Circle (1939) Publié en français sous le titre Cercles vicieux, Paris, Presses de la Cité, coll. « Un mystère » no 13, 1950
4. The D.A. Goes to Trial (1940) Publié en français sous le titre Les Empreintes effacées, Paris, Presses de la Cité, coll. « Un mystère » no 364, 1957
5. The D.A. Cooks a Goose (1942) Publié en français sous le titre L'Héritage hasardeux, Paris, Presses de la Cité, coll. « Un mystère » no 375, 1957
6. The D.A. Calls a Turn (1944) Inédit en français
7. The D.A. Breaks a Seal (1946) Publié en français sous le titre La Rosière allumeuse, Paris, Presses de la Cité, coll. « Un mystère » no 84, 1952
8. The D.A. Takes a Chance (1948) Publié en français sous le titre Risque à courir, Paris, Presses de la Cité, coll. « Un mystère » no 55, 1951
9. The D.A. Breaks an Egg (1949) Inédit en français

#### SérieCool/Lamsignée A. A. Fair
1. The Bigger They Come (1939) Publié en français sous le titre Meurtre légal (The Bigger They Come), Paris, Arthaud, coll. « Aigle noir » no 5, 1949 ; réédition, Genève, Ditis, coll. « Détective-club - Suisse » no 96, 1953 ; réédition, Paris, Ditis, coll. « Détective-club - France » no 65, 1953 ; réédition, Paris, Librairie des Champs-Élysées, coll. « Le Masque » no 2062, 1991 Publié en français dans une autre traduction sous le titre Doublé de dupes, Paris, Presses de la Cité, coll. « Un mystère » no 408, 1958 ; réédition dans Objection, votre Honneur, Paris, Omnibus, 1998
2. Turn on the Heat (1940) Publié en français sous le titre La Piste effacée, Paris, Arthaud, coll. « Aigle noir » no 4, 1949 ; réédition, Genève, Ditis, coll. « Détective-club - Suisse » no 106, 1954 ; réédition, Paris, Ditis, coll. « Détective-club - France » no 83, 1954 ; réédition, Paris, Librairie des Champs-Élysées, coll. « Le Masque » no 2072, 1992
3. Gold Comes in Bricks (1940) Publié en français sous le titre Une affaire en or, Paris, Presses de la Cité, coll. « Un mystère » no 311, 1957 ; réédition, Paris, Librairie des Champs-Élysées, coll. « Le Masque » no 2081, 1992
4. Spill the Jackpot (1941) Publié en français sous le titre Bousculez pas le magot, Genève, Ditis, coll. « Détective-club - Suisse » no 52, 1949 ; réédition, Paris, Ditis, coll. « Détective-club - France » no 21, 1949 ; réédition, Paris, Librairie des Champs-Élysées, coll. « Le Masque » no 1745, 1984
5. Double or Quits (1941) Publié en français sous le titre Quitte ou double, Genève, Ditis, coll. « Détective-club - Suisse » no 56, 1949 ; réédition, Paris, Ditis, coll. « Détective-club - France » no 25, 1950 ; réédition, Paris, Librairie des Champs-Élysées, coll. « Le Masque » no 1751, 1984
6. Owls Don't Blink (1942) Publié en français sous le titre Des yeux de chouette, Genève, Ditis, coll. « Détective-club - Suisse » no 60, 1950 ; réédition, Paris, Ditis, coll. « Détective-club - France » no 29, 1950 ; réédition, Paris, Librairie des Champs-Élysées, coll. « Le Masque » no 1770, 1985
7. Bats Fly at Dusk (1942) Publié en français sous le titre Le Doigt dans l'œil, Genève, Ditis, coll. « Détective-club - Suisse » no 64, 1950 ; réédition, Paris, Ditis, coll. « Détective-club - France » no 33, 1950 ; réédition, Paris, Librairie des Champs-Élysées, coll. « Le Masque » no 1905, 1987
8. Cats Prowl at Night (1943) Publié en français sous le titre Les souris dansent, Genève, Ditis, coll. « Détective-club - Suisse » no 68, 1951 ; réédition, Paris, Ditis, coll. « Détective-club - France » no 37, 1951 ; réédition, Paris, Librairie des Champs-Élysées, coll. « Le Masque » no 1913, 1988
9. Give 'em the Ax (1944) Publié en français sous le titre L'heure hache, Genève, Ditis, coll. « Détective-club - Suisse » no 74, 1951 ; réédition, Paris, Ditis, coll. « Détective-club - France » no 43, 1951 ; réédition, Paris, Librairie des Champs-Élysées, coll. « Le Masque » no 1941, 1988
10. Crows Can't Count (1946) Publié en français sous le titre Des perles aux corbeaux, Genève, Ditis, coll. « Détective-club - Suisse » no 78, 1952 ; réédition, Paris, Ditis, coll. « Détective-club - France » no 47, 1951 ; réédition, Paris, Librairie des Champs-Élysées, coll. « Le Masque » no 1990, 1990
11. Fools Die on Friday (1947) Publié en français sous le titre Une belle jambe !, Genève, Ditis, coll. « Détective-club - Suisse » no 86, 1952 ; réédition, Paris, Ditis, coll. « Détective-club - France » no 55, 1952 ; réédition, Paris, Librairie des Champs-Élysées, coll. « Le Masque » no 2013, 1990
12. Bedrooms Have Windows (1949) Publié en français sous le titre Dans le bain !, Genève, Ditis, coll. « Détective-club - Suisse » no 90, 1953, réédition, Paris, Ditis, coll. « Détective-club - France » no 59, 1953 ; réédition, Paris, Librairie des Champs-Élysées, coll. « Le Masque » no 2028, 1990
13. Top of the Heap (1952) Publié en français sous le titre Le Dessus du panier, Paris, Presses de la Cité, coll. « Un mystère » no 303, 1956 ; réédition, Paris, Librairie des Champs-Élysées, coll. « Le Masque » no 2089, 1992
14. Some Women Won't Wait (1953) Publié en français sous le titre Les femmes sont friponnes, Paris, Presses de la Cité, coll. « Un mystère » no 296, 1956 ; réédition, Paris, Presses de la Cité, coll. « Les Classiques du roman policier » no 12, 1980 ; réédition, Paris, Édito-service, coll. « Les Classiques du crime », 1981 ; réédition, Paris, Librairie des Champs-Élysées, coll. « Le Masque » no 2101, 1992
15. Beware the Curves (1956) Publié en français sous le titre Un colt dans le corsage, Paris, Presses de la Cité, coll. « Un mystère » no 337, 1957 ; réédition, Paris, Librairie des Champs-Élysées, coll. « Le Masque » no 2107, 1992
16. You can Die Laughing (1957) Publié en français sous le titre Qui rira le dernier ?, Paris, Presses de la Cité, coll. « Un mystère » no 379, 1958 ; réédition, Paris, Librairie des Champs-Élysées, coll. « Le Masque » no 2117, 1992
17. Some Slips don't Show (1957) Publié en français sous le titre Cousu de fil blanc, Paris, Presses de la Cité, coll. « Un mystère » no 414, 1958 ; réédition, Paris, Librairie des Champs-Élysées, coll. « Le Masque » no 2134, 1993
18. The Count of Nine (1958) Publié en français sous le titre Une sacrée sarbacane, Paris, Presses de la Cité, coll. « Un mystère » no 465, 1959 ; réédition, Paris, Librairie des Champs-Élysées, coll. « Le Masque »e no 2143, 1993
19. Pass the Gravy (1959) Publié en français sous le titre Meurtre par défaut, Paris, Presses de la Cité, coll. « Un mystère » no 492, 1959 ; réédition, Paris, Librairie des Champs-Élysées, coll. « Le Masque » no 2154, 1993
20. Kept Women Can't Quit (1960) Publié en français sous le titre Cocottes et Cie, Paris, Presses de la Cité, coll. « Un mystère » no 563, 1961 ; réédition, Paris, Librairie des Champs-Élysées, coll. « Le Masque » no 2195, 1994
21. Bachelors Get Lonely (1961) Publié en français sous le titre Le Voyeur vindicatif, Paris, Presses de la Cité, coll. « Un mystère » no 586, 1961 ; réédition, Paris, Librairie des Champs-Élysées, coll. « Le Masque » no 2176, 1994
22. Shills Can't Cash Chips (1961) Publié en français sous le titre Les accidents arrivent, Paris, Presses de la Cité, coll. « Un mystère » no 611, 1962 ; réédition, Paris, Librairie des Champs-Élysées, coll. « Le Masque » no 2228, 1995
23. Try Anything Once (1962) Publié en français sous le titre Le Repos rêvé, Paris, Presses de la Cité, coll. « Un mystère » no 650, 1963 ; réédition, Paris, Librairie des Champs-Élysées, coll. « Le Masque » no 2242, 1995 ; réédition dans Objection, votre Honneur, Paris, Omnibus, 1998
24. Fish or Cut Bait (1963) Publié en français sous le titre La Fâcheuse filature, Paris, Presses de la Cité, coll. « Un mystère » no 685, 1963
25. Up for Grabs (1964) Publié en français sous le titre À pleines poignes, Paris, Presses de la Cité, coll. « Un mystère » no 706, 1964
26. Cut Thin to Win (1965) Publié en français sous le titre Au petit poil, Paris, Presses de la Cité, coll. « Un mystère » no 753, 1965 ; réédition, Paris, Librairie des Champs-Élysées, coll. « Le Masque » no 2334, 1997 ; réédition dans Objection, votre Honneur, Paris, Omnibus, 1998
27. Widows Wear Weeds (1966) Publié en français sous le titre La veuve a mis les voiles, Paris, Presses de la Cité, coll. « Un mystère » 2e série no 23, 1967 ; réédition, Paris, Librairie des Champs-Élysées, coll. « Le Masque » no 2290, 1996
28. Traps Need Fresh Bait (1967) Publié en français sous le titre La Peau de l'appeau, Paris, Presses de la Cité, coll. « Un mystère » 2e série no 63, 1967 ; réédition dans Objection, votre Honneur, Paris, Omnibus, 1998
29. All Grass isn't Green (1970) Publié en français sous le titre L'herbe n'est pas toujours verte, Paris, Librairie des Champs-Élysées, coll. « Le Masque » no 1194, 1971  Ce dernier titre est coiffé du nom Stanley Gardner-Fair, une signature forgée par volonté de l'éditeur.

#### Autres romans
- This is Murder (1935) Inédit en français
- The Clue of the Forgotton Murder (1935) Inédit en français
- Murder up my Sleeve (1937) Publié en français sous le titre Fléchettes surprise, Paris, Presses de la Cité, coll. « Un mystère » no 236, 1955
- The Case of the Turning Tide (1941) Publié en français sous le titre Crimes à marée haute, Paris, Presses de la Cité, coll. « Un mystère » no 3, 1949
- The Case of the Smokey Chimney (1943) Publié en français sous le titre Le Grand-père futé, Paris, Presses de la Cité, coll. « Un mystère » no 395, 1958
- Over the Hump (1945) Inédit en français
- The Case of the Backward Mule (1946) Publié en français sous le titre Le Chinois chicaneur, Paris, Presses de la Cité, coll. « Un mystère » no 429, 1958
- Two Clues (1947) Publié en français sous le titre Preuve par deux, Paris, Presses de la Cité, coll. « Un mystère » no 369, 1957
- The Case of the Musical Cow (1950) Publié en français sous le titre Ding, dong, drogue, Paris, Presses de la Cité, coll. « Un mystère » no 441, 1958

### Recueils de nouvelles et nouvelles isolées
- In Round Figures (1930) Publié en français sous le titre Ackley la trouve un peu forte, Paris, Opta, Mystère Magazine no 73, février 1954
- The Case of the Scattered Rubies (1931) Publié en français sous le titre L'Affaire des rubis répandus, Paris, Opta, Mystère Magazine no 192, janvier 1964
- The Bird in the Hand (1932) Publié en français sous le titre L'Oiseau rare dans Détectives de choc no 2 : La Bigorne, Paris, Gallimard, coll. « Série noire » no 1262, 1968
- The Law of Drifting Sand (1932) Publié en français sous le titre La Loi du désert, Paris, Fayard, Le Saint détective magazine no 104, octobre 1963
- The Danger Zone (1932) Publié en français sous le titre Zone dangereuse, Paris, Fayard, Le Saint détective magazine no 112, juin 1964
- The House of Three Candles ou To Strike a Match (1936) Publié en français sous le titre La Maison des trois bougies, Paris, Opta, Mystère Magazine no 195, avril 1964
- Leg Man (1938) Publié en français sous le titre L'Homme à tout faire dans Les durs-à-cuire no 2, Paris, Gallimard, coll. « Série noire » no 1747, 1979
- A Thousand to One ou Leister Leigh, Impersonator (1939) Publié en français sous le titre La Plume blanche, Paris, Opta, Mystère Magazine no 49, février 1952 ; réédition, Paris, Prêt-Publicité, coll. « Enquêtes policières » no 3, 1973
- Leister Leigh, Financier (1943) Publié en français sous le titre Cape au vent, Paris, Opta, Mystère Magazine no 57, octobre 1952
- Death Rides a Boxcar (1945) Publié en français sous le titre La Mort en fourgon, Paris, Opta, L'Anthologie du Mystère no 3, 1963
- The Clue of the Runaway Blonde (1945) Publié en français sous le titre Sans laisser de traces, Paris, Opta, L'Anthologie du Mystère no 15, janvier 1972
- The Case of the Movie Murder (1946) Publié en français sous le titre Mort d'un cinéaste dans Meurtres pour vrai, Paris, Gallimard, coll. « Série noire » no 2344, 1994
- A Man is Missing (1946) Publié en français sous le titre L'Envolé, Paris, Gallimard, coll. « Série noire » no 1620, 1973 - contient aussi La Môme aux chocolats (The Candy Girl, 1931) et Le Témoin récalcitrant (The Case of the Reluctant Witness, 1949)
- The Clue of the Hungry Horse (1947) Publié en français sous le titre Le Cheval affamé, Paris, Opta, Mystère Magazine no 225, octobre 1966
- The Case of the Crying Swallow (1947) Publié en français sous le titre L'Hirondelle éplorée, Paris, Gallimard, coll. « Série noire » no 1612, 1973 - contient aussi Pélican sous roche (Something Like a Pelican, 1942)
- The Case of the Crimson Kiss (1948) Publié en français sous le titre Le Baiser pourpre dans L'Anthologie du mystère no 2, Paris, Opta, 1962
- The Jeweled Butterfly (©1952) Publié en français sous le titre La Morte au papillon, Paris, Opta, Mystère Magazine no 249, novembre 1968

- The Case of the Irate Witness (1953) Publié en français sous le titre Le Témoin en colère, Paris, Gallimard, coll. « Série noire » no 1604, 1973 - contient aussi La Chasse aux papillons (The Jewelled Butterfly, 1952) et Cherchez la dépouille (The Vanishing Corpse, 1951)
- Danger Out of the Past ou Protection (1955) Publié en français sous le titre À main armée, Paris, Opta, Suspense no 7, octobre 1956 Publié en français dans une autre traduction sous le titre Le danger surgit du passé, Paris, Opta, Mystère Magazine no 163, août 1961
- The Case of the Murderer's Bride (1957) Publié en français sous le titre À la dérive, Paris, Opta, Mystère Magazine no 149, juin 1960 ; réédition dans Les Chefs-d'œuvre du crime, Verviers, Gérard, coll. « Marabout Géant » no 254, 1966
- Only by running (1962) Publié en français sous le titre Une fuite éperdue, Paris, Opta, Mystère Magazine no 174, juillet 1962

## Prix et nomination

### Prix
- Grand Master Award 1962[1]

### Nomination
- Prix Shamus 2017 du meilleur livre de poche pour The Knife Slipped[2]

## Sources
- Jacques Baudou et Jean-Jacques Schleret, Le Vrai Visage du Masque, vol. 1, Paris, Futuropolis, 1984, 476 p. (OCLC 311506692), p. 184-186 et 214
- Claude Mesplède et Jean-Jacques Schleret, SN, voyage au bout de la Noire : inventaire de 732 auteurs et de leurs œuvres publiés en séries Noire et Blème : suivi d'une filmographie complète, Paris, Futuropolis, 1982 (OCLC 11972030), p. 148-150
- Claude Mesplède (dir.), Dictionnaire des littératures policières, vol. 2 : J - Z, Nantes, Joseph K, coll. « Temps noir », 2007, 1086 p. (ISBN 978-2-910686-45-1, OCLC 315873361), p. 325-326 (Perry Mason) ; p. 747-748 (Selby) et p. 835 (Street)
- Claude Mesplède, Les années "Série noire" : bibliographie critique d'une collection policière, vol. 1 : 1959-1966, Amiens, Editions Encrage, coll. « Travaux » (no 17), 1993 (ISBN 978-2-906389-43-4)
- Claude Mesplède, Les années "Série noire" : bibliographie critique d'une collection policière, vol. 2 : 1959-1966, Amiens, Editions Encrage, coll. « Travaux » (no 17), 1992, 315 p. (ISBN 978-2-906389-43-4, OCLC 466468261)
- Anne Martinetti, "Le Masque" : histoire d'une collection, Amiens, Encrage, coll. « Références » (no 3), 1997, 143 p. (ISBN 978-2-906389-82-3), p. 70-71 (Fair)
- Jacques Baudou et Jean-Jacques Schleret, Les Métamorphoses de la chouette : Détective-club, Paris, Futuropolis, 1986 (ISBN 978-2-7376-5488-6), p. 70-72